# Kirsten McCann
Kirsten McCann, född 25 augusti 1988, är en sydafrikansk roddare.
McCann tävlade för Sydafrika vid olympiska sommarspelen 2008 i Peking, där hon tillsammans med Alex White slutade på 14:e plats i lättvikts-dubbelsculler.
Vid olympiska sommarspelen 2016 i Rio de Janeiro slutade McCann tillsammans med Ursula Grobler på 5:e plats i lättvikts-dubbelsculler.